# Еленев, Николай Артемьевич
Николай Артемьевич Еленев (31 октября 1894 — 1967) — доктор философии, историк, искусствовед, переводчик, писатель.

## Биография
Родился в селе Лозовая-Павловка Екатеринославской губернии. Отец — харьковский дворянин Артемий Петрович Еленев, городской голова Ялты с 1915 по 1917 годы. Николай Еленев окончил Александровскую мужскую гимназию в Ялте в 1914 году, Московский университет (юридический факультет). Однако обучение прервалось, поскольку 1915 году Николай Еленев стал офицером действующей армии и в 1919 году вступает в Добровольческую армию.
В 1920 году эмигрировал в Константинополь, где работает секретарём Комиссии по организации бесплатного питания для русских беженцев, впоследствии поселился в Праге и в 1925 году окончил там Русский юридический факультет или, по другим сведениям, философский факультет Карлова университета. Изучал историю русского искусства. Его авторству принадлежит «Словарь русских художников и их произведений». В 1933 году был избран членом Союза русских писателей и журналистов в Чехословакии и членом Русского Исторического Общества. Все материалы, которые Еленев собрал для «Словаря художников», в 1934 году он передаёт для основания Русского культурного исторического музея при Русском Свободном Университете, где он уже в это время читал лекции. В 1926 и 1932 годах организовывал в Праге выставки художника Бориса Григорьева.
С 1931 года по 1935 проживал во Франции, затем переехал в Познань, в 1942 году возвратился в Прагу. В 1943 году получил степень доктора философии. Работал при правительстве Бенеша переводчиком. С 1946 года по 1950 снова жил во Франции. Позднее проживал в США, где в г. Монтерей преподавал в Военном институте иностранных языков. На пенсии жил в Вене, Австрия.
Был женат первым браком на Екатерине Исааковне Еленевой (1897—1982), в девичестве Альтшуллер. Николай Еленев был сокурсником Сергея Эфрона, а его супруга дружила с Мариной Цветаевой и готовила том прозы Цветаевой для издательства им. Чехова (Нью-Йорк).
Николай Еленев также участвовал в составлении сборника воспоминаний «Цветаева без глянца», где приводится такая его цитата описания внешности Цветаевой:
Ее пальцы со следами никотина были довольно коротки, пластически образующей была не длина кисти, но ее ширина. Было ясно, что Марина не ухаживала за своими руками и ногтями. ‹…› Для меня была и осталась загадочной анатомическая природа Марины: голова ее была одухотворена, как голова мыслителя, выражая сочетание разных веков культур и народностей. Руки же… Такие руки с ненавистью сжигали не только помещичьи усадьбы, но и старый мир. [1; 256–266]
Скончался в 1967, по дороге из Неаполя в Нью-Йорк.
На бывшей даче отца Еленева, которая называлась «Туфелька» из-за её необычной формы, в годы после Второй мировой войны располагался детский санаторий «Крым», а с 1956 здесь находится Дом творчества «Актёр».

## Книги
Литературные работы:
- «Иосиф Манес» («В сборнике Записки наблюдателя»), 1924 год, Прага[10].

- Рассказ «Мнение возницы Коничека» (1935 год)
- Цикл воспоминаний «Горестные тени»: «Несчастный человек», «Проклятые дни», «Лихолетье», 1938-1939 годы.
- Детская сказка «Белая башня».

Научно-исследовательские работы:
- Литературно-историческая фреска «Карлов мост в Праге»
- «Путешествие великой княгини Екатерины Павловны в Богемию в 1813 году», 1936[11].
- «Искусство барокко в Богемии и выставка барочного искусства в Праге», 1938.
- «Дети в чешском искусстве», 1930-е годы.
- Еленев Н.А. «Стольник Потемкин и его портреты». США, Издание Русского Историко-Родословного Общества, 1957[12].
- «Кем была Марина Цветаева?», статья из журнала «Грани» № 39 за 1958 год.
- Воспоминания о Марине Цветаевой (в числе других авторов)[13].